# La trama del matrimonio
La trama del matrimonio (titolo originale in lingua inglese: The marriage plot) è un romanzo dello scrittore statunitense Jeffrey Eugenides, pubblicato nel 2011.

## Trama
Il romanzo è ambientato nei primi anni ottanta. Nel 1982 Madeleine Hannah, una studentessa universitaria ventiduenne, si sta per laureare in "letteratura" all'Università Brown, con una tesi sul matrimonio in Jane Austen, George Eliot ed Henry James. Durante la permanenza al college la ragazza è stata fidanzata con due suoi compagni di università: il primo è Mitchell, un giovane e timido studioso delle religioni convinto che Madeleine sia donna della sua vita, e Leonard, brillante studente di letteratura e biologia, affetto da depressione.

## Edizioni
- Eugenides, Jeffrey, The Marriage Plot, New York: Farrar, Straus and Giroux, 2011, ISBN 978-0-374-20305-4
- Eugenides, Jeffrey, La trama del matrimonio: romanzo; traduzione di Katia Bagnoli, Collezione "Scrittori italiani e stranieri", Milano: Mondadori, 2011, 478 p. ISBN 978-88-04-61358-9